# Elysius terraoides
Elysius terraoides är en fjärilsart som beskrevs av Rothschild 1909. Elysius terraoides ingår i släktet Elysius och familjen björnspinnare. Inga underarter finns listade i Catalogue of Life.